# 錦龍山宗治
錦龍山 宗治（きんりゅうざん まさはる、1911年12月11日 - 没年不明 ）は、青森県三戸郡五戸町出身で粂川部屋に所属した元大相撲力士。本名は橋本 浅治。最高位は西十両13枚目。

## 来歴
1928年10月場所「小竜山」の四股名で初土俵を踏む。翌1929年5月場所で「竜ヶ嶽」に改名した。幕下時代の1932年に春秋園事件が起こり部屋の兄弟子だった鏡岩と共に新興力士団に加わった。翌1933年に鏡岩と相撲協会に復帰し、三段目別席で土俵に上がり6勝4敗と勝ち越した。その後番付を上げ、1936年1月場所「錦龍山」に改名した。1937年1月場所、新十両、5勝6敗の1点の負け越しに終わり幕下落ち。翌場所東幕下2枚目で勝ち越し十両復帰を決めた。再十両の場所でも4勝8敗1分と負け越し、番付を落とし、1939年5月場所三段目で廃業した。